# Meridiani Serpentes
I Meridiani Serpentes sono una struttura geologica della superficie di Marte.